# .local
.local er et pseudo-generisk topdomæne, der bruges på Apples Bonjour-protokol til at vise, at en side er tilknyttet det lokale netværk (LAN).
| Generiske topdomæner | Spire Denne artikel om generiske topdomæner er en spire som bør udbygges. Du er velkommen til at hjælpe Wikipedia ved at udvide den. |